# Saint-Martin (Fryburg)
Saint-Martin – gmina (fr. commune; niem. Gemeinde) w Szwajcarii, w kantonie Fryburg, w okręgu Veveyse. Powstała 1 stycznia 2004 z połączenia gmin Besencens i Fiaugères.

## Demografia
W Saint-Martin mieszka 1021 osób. W 2020 roku 10,2% populacji gminy stanowiły osoby urodzone poza Szwajcarią.

## Transport
Przez teren gminy przebiega droga główna nr 154.